# Affaire du camp de Grenelle
 (janvier 2016).
Si vous disposez d'ouvrages ou d'articles de référence ou si vous connaissez des sites web de qualité traitant du thème abordé ici, merci de compléter l'article en donnant les références utiles à sa vérifiabilité et en les liant à la section « Notes et références ».
Guerres de la Révolution française
L'affaire du camp de Grenelle est un événement de la Révolution française intervenu sous le Directoire, dans la nuit du 9 au 10 septembre 1796.

## Contexte: la conjuration des Égaux et l'arrestation de Babeuf
L'affaire du camp de Grenelle est l'épisode décisif de la conjuration des Égaux animée par Gracchus Babeuf. Cet ancien feudiste, qui prônait un communisme agraire, prépare un complot en liaison avec d'anciens Montagnards. Après l'échec des journées de germinal et de prairial an III (1er avril et 20 mai 1795), il convient de renoncer à un soulèvement populaire, les faubourgs ayant été désarmés.
Le 10 mai 1796, Gracchus Babeuf et les membres de la conjuration des Égaux sont arrêtés. Devant la répression qui s'abat alors dans les milieux démocratiques parisiens, plusieurs tentent de provoquer un soulèvement, d'abord au sein de la Légion de police puis, après sa dissolution le 13 floréal an III (2 mai 1795), parmi les soldats du 21e régiment de dragons, qui campent à Grenelle.
Responsable de l'arrestation de Babeuf et de ses camarades, l'agent-double Grisel est considéré comme étant à l'origine de la machination policière préalable à l'affaire. Peut-être averti par Grisel, Carnot aurait prévenu Malo, le commandant de l'unité. Selon d'autres sources, au contraire, c'est Malo qui aurait prévenu Carnot, lequel aurait décidé d'en profiter pour se débarrasser des derniers Jacobins.

## La tentative de soulèvement
200 à 500 conjurés se présentent au camp dans la nuit du 23 au 24 fructidor. Une fusillade les accueille, faisant une vingtaine de morts et de nombreux blessés. 132 personnes sont capturées dans le camp et les environs, mais aussi quelquefois à une certaine distance.
Parmi les directeurs, tandis que Carnot et Letourneur organisent la défense du palais du Luxembourg contre une supposée attaque, Barras aurait aidé certains de ses amis compromis à fuir. Quant à La Réveillère-Lépeaux, alors président du Directoire, il n'est prévenu qu'au dernier moment, et Reubell est parti à sa maison de campagne d'Arcueil.

## Répression, procès et exécutions

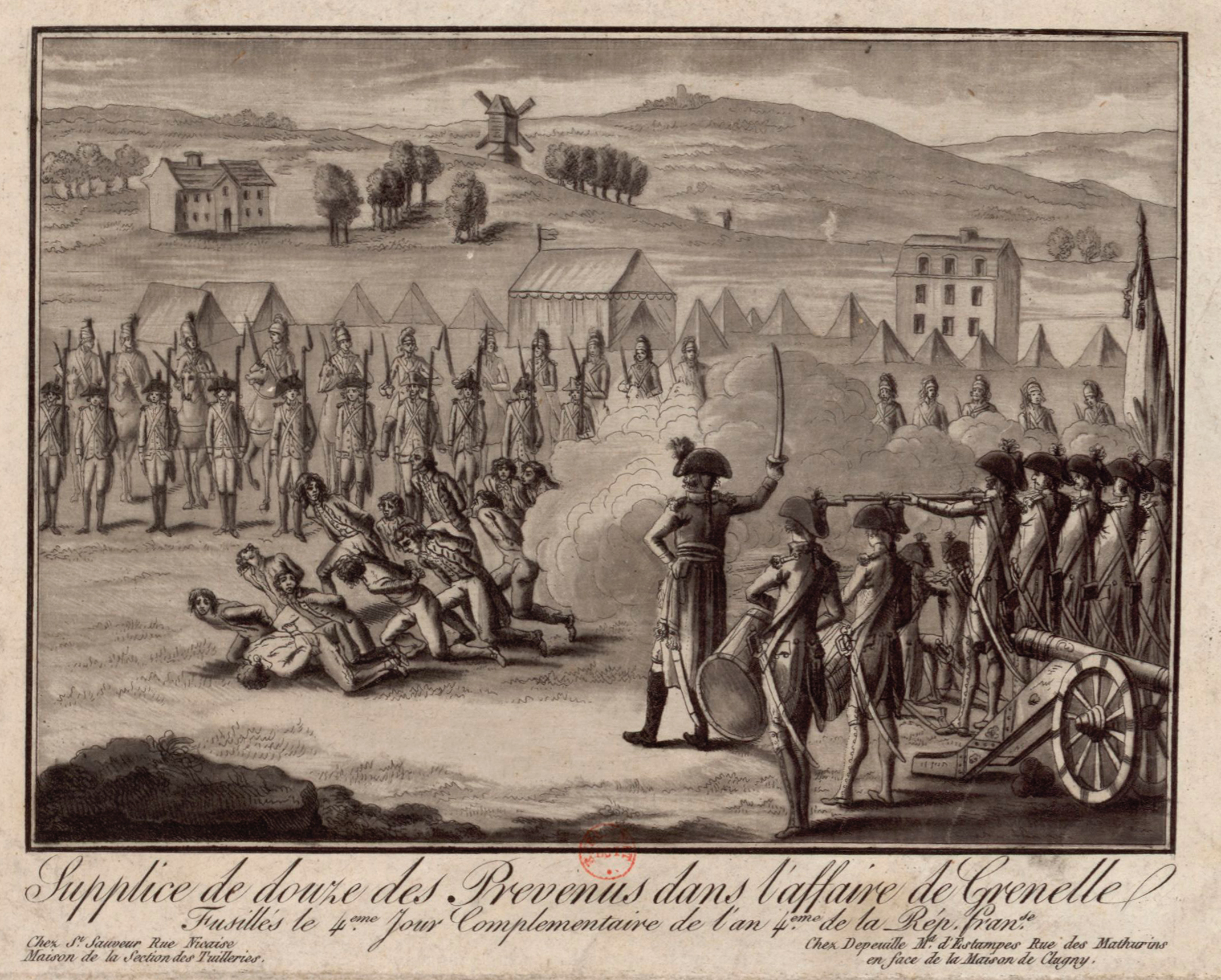
Supplice de douze des prevenus dans l'affaire de Grenelle : fusillés le 4.eme jour complementaire de l'an 4.eme de la Rép. fran.se.
Estampe anonyme, Paris, BnF, département des estampes et de la photographie, 1796.

Le Directoire décide de mener une répression sans pitié. Le 24 fructidor, les Conseils votent une loi modifiant celle du 22 messidor (12 juillet) et permettant d'utiliser celle du 30 prairial an III (18 juin 1795), qui vise théoriquement les Vendéens et les Chouans pris les armes à la main. En conséquence, les prisonniers sont traduits devant un conseil militaire. Constitués par la loi du 2e jour complémentaire de l'an IV (18 septembre 1796), ces conseils sont composés uniquement de militaires.
En vendémiaire an V (octobre 1796), le Conseil, réuni au Temple, prononce 33 condamnations à mort, dont celle du général Maximilien Henri Nicolas Jacob. Contrairement à la loi de fructidor, qui admettait un recours en cassation, trente condamnés sont fusillés. Deux ont été condamnés par contumace, un autre s'est suicidé. Trois anciens conventionnels, Javogues, Cusset et Huguet, figurent parmi les fusillés, ainsi que l'ancien maire de Lyon Bertrand, plusieurs anciens commissaires révolutionnaires et Jean-Nicolas-Victor Gagnant, peintre en équipages et secrétaire de Drouet.
Le 22 germinal (11 avril 1797), le tribunal de cassation annule les autres condamnations. Renvoyés devant le tribunal criminel de la Seine, tous sont acquittés.
Quelques mois après le coup d'État du 18 fructidor an V, la répression s'abat sur les Jacobins et les royalistes, contraignant Carnot à la fuite.